# Rezolucja Rady Bezpieczeństwa ONZ nr 754
Rezolucja Rady Bezpieczeństwa ONZ nr 754 została przyjęta bez głosowania 18 maja 1992 r.
Po przeanalizowaniu wniosku Słowenii o członkostwo w Organizacji Narodów Zjednoczonych, Rada zaleciła Zgromadzeniu Ogólnemu przyjęcie tego państwa do swojego grona.

## Źródło
- UNSCR - Resolution 754